# Michael Eric Reid
Michael Eric Reid (* 30. Dezember 1992 in New York City, New York; auch Mikey Reid) ist ein US-amerikanischer Schauspieler.

## Leben
Reid hatte mehrere Auftritte in der Fernsehsendung Saturday Night Live. Ab 2004 spielte er in Fernsehserien wie Criminal Intent – Verbrechen im Visier, Modern Family und The Blacklist mit. Größere Bekanntheit erlangte Reid durch die Rolle des Sinjin Van Cleef, die er von 2010 bis 2013 in 45 Folgen der Fernsehserie Victorious sowie in dem Fernsehfilm iCarly: Party mit Victorious verkörperte.

## Filmografie (Auswahl)
- 2003: Saturday Night Live
- 2004: Criminal Intent – Verbrechen im Visier (1 Folge)
- 2009: Fame
- 2010–2013: Victorious (45 Folgen)
- 2011: iCarly: Party mit Victorious
- 2011: Modern Family (1 Folge)
- 2018: The Blacklist (1 Folge)
- 2021: Paradiesstadt (6 Folgen)